# Водник (спортивне товариство)
«Водник» — добровільне спортивне товариство профспілки працівників річкового та морського флоту в СРСР та пострадянських країнах. Створене в 1936—1938 роках.

## Історія
ДСТ організовано внаслідок об'єднання добровільних спортивних товариств річкового транспорту «Вимпел» і морського транспорту «Моряк».
Станом на 1970 рік «Водник» мав 1500 колективів фізкультури, що діяли в портах, на підприємствах і в навчальних закладах морського та річкового флоту. Товариство об'єднувало близько 200 тисяч осіб, серед яких 21 майстер спорту міжнародного класу, 417 майстрів спорту, близько 5 тисяч кандидатів у майстри спорту і майстрів I розряду. «Водник» володів 26 стадіонами, 103 спортзалами і 5 плавальними басейнами.
Серед представників ДСТ «Водник» були чемпіони Олімпійських ігор, світу та Європи, зокрема:
- плавання: Барбієр Леонід Файфелович, Кузьмін Борис Петрович
- веслування на каное: Виноградов Олександр Юрійович, Гейштор Леонід Григорович
- веслування на байдарках: Бойко Наталія Петрівна
- академічне веслування: Малишев Юрій Олександрович

Найвідоміші команди товариства:
- «Балтика» (водне поло, Ленінград)
- «Водник» (хокей з м'ячем, Архангельськ)
- «Чорноморець» (футбол, Одеса)

Прапор товариства був білий, із синіми хвилями внизу. У верхній частині прапора був невеликий штурвал з прапором СРСР.